# Андреа Коссу
Андреа Коссу (італ. Andrea Cossu, нар. 3 травня 1980, Кальярі) — італійський футболіст, що грав на позиції півзахисника, зокрема за клуб «Кальярі», а також національну збірну Італії.

## Клубна кар'єра
Народився 3 травня 1980 року в місті Кальярі. Вихованець місцевої юнацької команди «Йоганнес Кальярі».
У дорослому футболі дебютував 1996 року виступами за команду «Ольбія» з четвертого італійського дивізіону. Наступного року перейшов до «Верони», за головну команду якої дебютував лише в сезоні 2002/03, встигнувши до того пограти на умовах оренли за третьолігові «Лумеццане» і «Сассарі Торрес». Протягом 2002–2005 років був основним гравцем «Верони» на рівні Серії B.
Сезон 2005/06 провів вже в елітному італійському дивізіоні, граючи за «Кальярі», після чого ще на півтора роки повертався до «Верони».
На початку 2008 року знову став гравцем «Кальярі», де протягом наступних семи з половиною сезонів був важливим гравцем середньої лінії, відігравши у понад 200 матчах Серії A.
У грудні 2015 року повернувся до рідної «Ольбії», що прожовжувала змагатися на четвертому рівні італійського футболу. Проте завершив ігрову кар'єру все у Серії A, в якій у сезоні 2017/18 досвідчений півзахисник провів 11 ігор за все той же «Кальярі».

## Виступи за збірні
1996 року дебютував у складі юнацької збірної Італії (U-16), загалом на юнацькому рівні взяв участь у трьох іграх.
2010 року брав участь у двох офіційних матчах у складі національної збірної Італії.
| Дата     | Місто  | Господарі | Результат | Гості   | Турнір           | Голи | Примітки |
| -------- | ------ | --------- | --------- | ------- | ---------------- | ---- | -------- |
| 3-3-2010 | Монако | Італія    | 0 – 0     | Камерун | товариський матч | -    |          |
| 5-6-2010 | Женева | Швейцарія | 1 – 1     | Італія  | товариський матч | -    | 46'      |
| Усього   |        | Матчів    | 2         |         | Голів            | 0    |          |